# Wahl zum Lokalen Regierungsrat in Nauru 1955
Die Wahl zum Lokalen Regierungsrat (englisch Nauru Local Government Council) fand am 10. Dezember 1955 auf Nauru statt. Es war nach 1951 die zweite Parlamentswahl in der Geschichte der mikronesischen Insel.

## Wahlrecht
Die vierzehn traditionellen Distrikte Naurus wurden in acht Wahlkreise aufgeteilt; der Wahlkreis Ubenide bestimmte zwei, die übrigen Wahlkreise jeweils ein Mitglied des Lokalen Regierungsrates. Es bestand ein allgemeines Wahlrecht und eine allgemeine Wahlpflicht für alle volljährigen (mindestens 21 Jahre alten) Männer und Frauen nauruischer Nationalität mit Wohnsitz auf der Insel; ausgeschlossen waren Personen, die eine Freiheitsstrafe wegen einer Straftat mit Strafandrohung von über einem Jahr verbüßten oder denen eine solche drohte. Allen aktiv Wahlberechtigten wurde auch das passive Wahlrecht zugestanden. Als Wahlverfahren wurde die Rangfolgewahl genutzt.

## Wahlergebnis
Neben Wahlkampfveranstaltungen innerhalb des eigenen Wahlkreises versandten die Kandidaten auch Rundschreiben mit ihren Wahlprogrammen. Zu der Wahl am Samstag, den 10. Dezember 1955, traten in den acht Wahlkreisen insgesamt 39 Kandidaten an. Alleine im Wahlkreis Ubenide bewarb sich neben vierzehn Männern auch eine Frau um die Mitgliedschaft im Lokalen Regierungsrat. Es wurden landesweit 803 Stimmen abgegeben, darunter 14 ungültige Stimmen; weitere 29 Personen gaben keine Stimme ab, darunter neun Personen, die keinen legitimierenden Grund angeben konnten und wegen des Verstoßes gegen die Wahlpflicht sanktioniert wurden. Mit Austin Bernicke, Roy Degoregore und Raymond Gadabu wurden lediglich drei amtierende Ratsmitglieder wiedergewählt.
| Wahlkreis | Distrikte                          | Gewählte Kandidaten             |
| --------- | ---------------------------------- | ------------------------------- |
| Aiwo      | Aiwo                               | Raymond Gadabu                  |
| Anabar    | Anabar, Anibare, Ijuw              | Agoko Doguape                   |
| Anetan    | Anetan und Ewa                     | Roy Degoregore                  |
| Boe       | Boe                                | Hammer DeRoburt                 |
| Buada     | Buada                              | Austin Bernicke                 |
| Meneng    | Meneng                             | Elliot Halstead                 |
| Ubenide   | Baiti, Denigomodu, Nibok und Uaboe | Jacob Dagabwinare, Victor Eoaeo |
| Yaren     | Yaren                              | Joseph Detsimea Audoa           |

Der Lokale Regierungsrat wählte anschließend Hammer DeRoburt zum Oberhäuptling (englisch Head Chief). Die nachfolgende Wahl wurde zum Ende der vierjährigen Legislaturperiode im Dezember 1959 abgehalten.